# Stanisław Sędziak
Stanisław Jerzy Sędziak ps. Warta, Wola, Oset, Wojna, S-2, T, Stanisław Sędziszewski, Zaremba, Kulesza, Czesław Noakowski (ur. 7 września 1913 w Gwizdałach, zm. 2 sierpnia 1978 w Toruniu) – podpułkownik dyplomowany piechoty Wojska Polskiego, uczestnik wojny obronnej Polski w 1939 r., cichociemny; 1942–1944 szef sztabu Okręgu Nowogródek AK, w 1944 p.o. komendanta okręgu, zastępca, a następnie szef sztabu Okręgu Białystok Obywatelskiej Armii Krajowej, Delegat Sił Zbrojnych na Okręg Białystok, w latach 1945–1947 zastępca prezesa Zarządu Obszaru Centralnego WiN.

## Młodość
Stanisław Sędziak był synem Antoniego (hutnika i zarządcy majątków) oraz Marii Wolińskiej.
Uczył się w gimnazjach w Grodnie i Białymstoku, a następnie w Korpusie Kadetów nr 3 w Rawiczu, gdzie w roku 1934 uzyskał świadectwo dojrzałości. W 1936 ukończył Szkołę Podchorążych Piechoty w Ostrowi Mazowieckiej i został awansowany do stopnia podporucznika. Otrzymał przydział do 7 pułku piechoty Legionów w Chełmie jako dowódca plutonu.

## Kampania wrześniowa
W czasie kampanii wrześniowej pełnił funkcję dowódcy 8 kompanii 95 pułku piechoty. Uczestniczył w walkach między Puławami i Kazimierzem Dolnym oraz w drugiej bitwie tomaszowskiej. Po kapitulacji przebywał w Chełmie i Sierpcu. W grudniu 1939 roku podjął próbę przedostania się na Węgry. W Tarnowie został aresztowany, ale jeszcze tego samego dnia udało mu się uciec. Granicę polsko-słowacką przekroczył w nocy z 17 na 18 grudnia 1939 roku. Następnie przedostał się na Węgry i do Jugosławii, skąd drogą morską udał się do Francji.

## Polskie Siły Zbrojne
Do Francji dotarł 7 lutego 1940 roku. Wstąpił do polskiego wojska i otrzymał przydział do Centrum Wyszkolenia Piechoty w Camp de Coëtquidan. Po klęsce Francji udał się do Wielkiej Brytanii. Najpierw pełnił obowiązki dowódcy batalionu szkoleniowego w Biggar, a następnie został dowódcą plutonu w nowo utworzonej 1 Brygadzie Strzelców. Funkcję tę pełnił do grudnia 1940, a od stycznia 1941 roku został skierowany na I Kurs Wojenny Wyższej Szkoły Wojennej. Po ukończeniu tego kursu otrzymał tytuł oficera dyplomowanego.
16 grudnia 1941 roku zgłosił się do pracy w kraju. Otrzymał przeszkolenie dywersyjne i został zaprzysiężony w Oddziale VI Sztabu Naczelnego Wodza. Przerzucono go do kraju w składzie ekipy IX (operacja „Rheumatism”). Pierwszy, nieudany lot tej ekipy odbył się w nocy z 1 na 2 września, drugi w nocy z 3 na 4 września 1942 roku. Skoczków odebrała placówka „Ugór” w pobliżu Łyszkowic.

## Okręg Nowogródek AK
Po okresie aklimatyzacji został w październiku 1942 roku wyznaczony na stanowisko szefa sztabu Okręgu Nowogródek AK. Na Nowogródczyznę dotarł w grudniu 1942 roku. Zajmował się reorganizacją siatki terenowej okręgu, usprawnieniem działalności sztabu, przygotowaniami, a potem koordynacją działań partyzanckich. Funkcję szefa sztabu przestał sprawować 25 czerwca 1944 roku, kiedy to w ramach przygotowań do operacji „Ostra Brama” przeprowadzone zostały zmiany organizacyjne i personalne w okręgu. Sędziak nie wziął udziału w walkach o Wilno. II i VII batalion 77 pułku piechoty AK, przy którym znajdował się razem z byłym komendantem Okręgu, Januszem Prawdzicem-Szlaskim, nie zdążyły na wyznaczone pozycje. Wzięły jednak, na rozkaz Aleksandra Krzyżanowskiego „Wilka”, komendanta połączonych sił Okręgów Wilno i Nowogródek, udział w koncentracji w rejonie Turgiel, która odbyła się po zakończeniu walk. Sędziak, podobnie jak większość oficerów Okręgu Nowogródek, nie wziął udziału w odprawie w Boguszach i dzięki temu uniknął aresztowania przez NKWD. 19 lipca 1944 roku w Puszczy Rudnickiej Janusz Prawdzic-Szlaski przekazał mu komendę Okręgu (formalnie Podokręgu). On sam 5 sierpnia 1944 roku przekazał z kolei tę funkcję ppłk. Maciejowi Kalenkiewiczowi „Kotwicz”, który także zdecydował się kontynuować działalność partyzancką i konspiracyjną na terenach wschodnich. Wyznaczony przez Kalenkiewicza na następcę, po jego śmierci przejął ponownie funkcję komendanta Podokręgu Nowogródek (21 sierpnia 1944 roku). 29 sierpnia depeszą KG AK został oficjalnie mianowany p.o. komendanta.

## Podziemie niepodległościowe 1944–1947
W lutym 1945 roku objął funkcję zastępcy szefa sztabu Okręgu Białystok AK, mjr. dypl. Wincentego Ściegiennego „Lasa”. Prowadził nadzór nad oddziałami zbrojnymi Okręgu (noszącego od stycznia 1945 roku nazwę Obywatelska Armia Krajowa, zajmował się też wydawnictwami. 2 marca 1945 r. objął, po aresztowanym mjr. Ściegiennym, stanowisko szefa sztabu, a na początku sierpnia funkcję Delegata Sił Zbrojnych na Kraj – przejmując tym samym dowodzenie Okręgiem (po aresztowaniu dotychczasowego dowódcy). W październiku 1945 roku przekazał tę funkcję ppłk. Michałowi Świtalskiemu „Juhas”, sam natomiast został mianowany drugim zastępcą prezesa Obszaru Centralnego zrzeszenia Wolność i Niezawisłość do spraw wojskowych. Od 22 grudnia do chwili aresztowania (4 stycznia 1947 roku) pełnił funkcję zastępcy prezesa Obszaru Centralnego WiN.
W czasie śledztwa prowadzonego przez Jerzego Kaskiewicza, Edwarda Zająca i Adama Adamuszka przetrzymywany był w więzieniu mokotowskim w Warszawie. Sądzono go w dniach 3–27 grudnia 1947 roku, wspólnie z działaczami Komitetu Porozumiewawczego Organizacji Polski Podziemnej „Stocznia”. Został skazany na karę śmierci, którą, na mocy amnestii z 22 lutego 1947 roku, zamieniono na dożywotnie więzienie.
Więziony był kolejno we Wronkach, Rawiczu i Strzelcach Opolskich. Na mocy amnestii z 27 kwietnia 1956 roku Wojskowy Sąd Garnizonowy w Warszawie 7 maja 1956 roku złagodził mu karę do 12 lat więzienia. 24 kwietnia 1957 roku Rada Państwa, korzystając z prawa łaski, zawiesiła mu resztę kary na dwa lata. Wyszedł na wolność 29 kwietnia 1957 roku.

## Po 1957
W 1957 roku ożenił się z Wandą z Mizgierów, z którą miał trójkę dzieci:  Andrzeja (1958), Sławomira (1961)  i Zofię (1965). W latach 1957–1971 pracował w Zjednoczonych Zakładach Gospodarczych INCO (należących do Stowarzyszenia PAX), między innymi na stanowiskach inspektora rewindykacji opakowań, inspektora kontroli obrotu opakowań, starszego inspektora informacji technicznej, akwizytora w Biurze Zbytu. 12 marca 1971 roku przeszedł na rentę inwalidzką.
Zmarł 2 sierpnia 1978 roku w Toruniu.

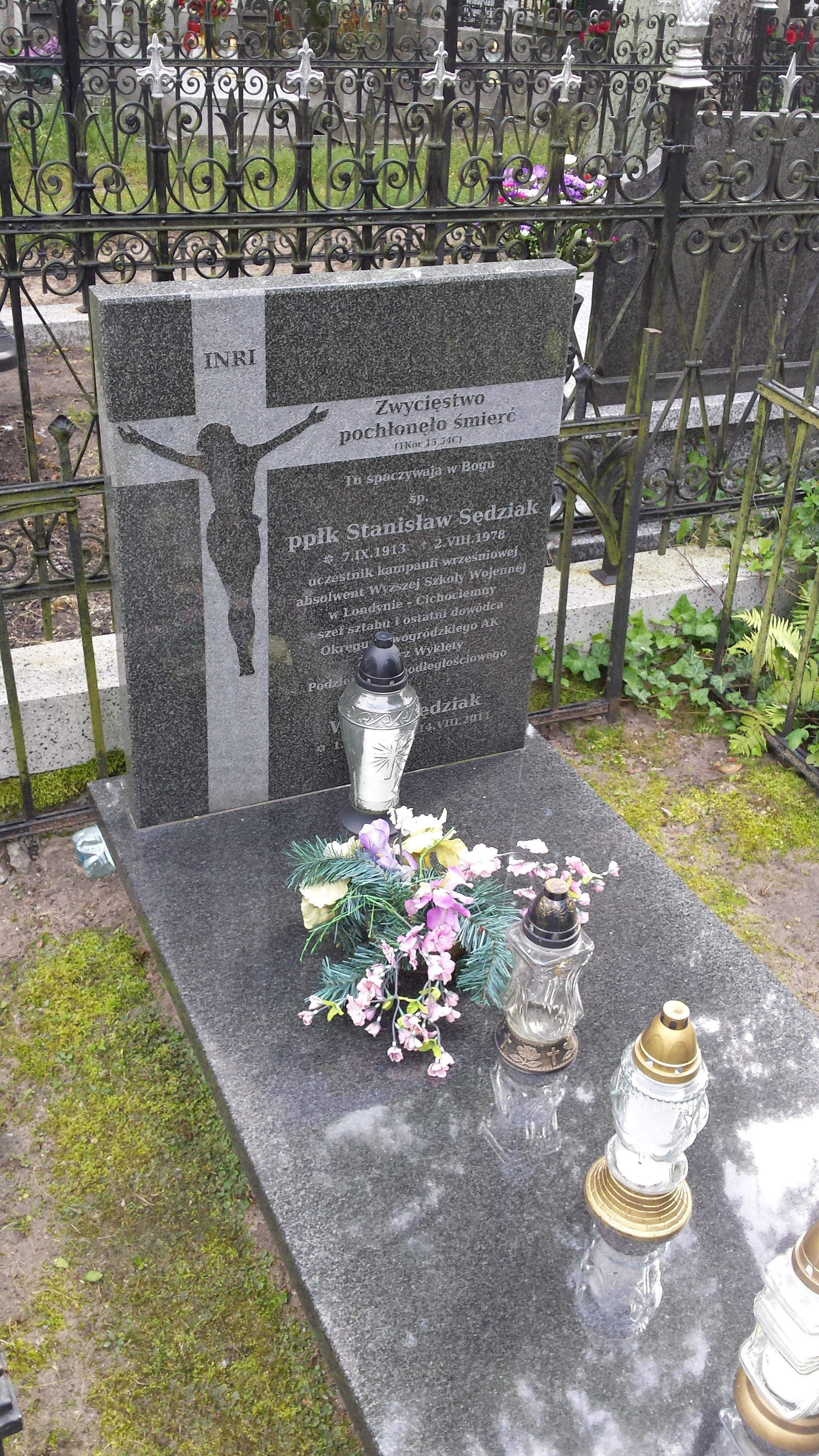
Grób Stanisława Sędziaka na cmentarzu św. Jerzego

## Ordery i odznaczenia
- Krzyż Srebrny Orderu Wojennego Virtuti Militari[2] – 28 września 1944; nr 13338[3]
- Krzyż Walecznych – dwukrotnie – 26 czerwca 1944

## Awanse
- podporucznik – 1936
- porucznik – 1941
- kapitan – 1942
- major
- podpułkownik – 1945

## Publikacje
- Stanisław Sędziak, Nowogródzka konspiracja, [w:] Ze wspomnień żołnierzy AK Okręgu Nowogródek, opr. Eugeniusz Wawrzyniak, Warszawa 1988.

## Upamiętnienie
Decyzją nr 29/MON z 28 lutego 2020 14 Zachodniopomorska Brygada Obrony Terytorialnej otrzymała imię ppłk. dypl. Stanisława Jerzego Sędziaka ps. Warta, obchodzić będzie swoje doroczne święto w dniu 4 września.